# ALL FOR YOU (GENERATIONS from EXILE TRIBEの曲)
「ALL FOR YOU」（オール フォー ユー）は、GENERATIONS from EXILE TRIBEの10枚目のシングル。2015年9月16日にrhythm zoneから発売された。

## 概要
- 前作「Hard Knock Days」から約1カ月でのリリース。「CD+DVD」と「CD」の2形態での発売となる。
- メンバーの片寄涼太は「今回はR&Bテイストの強いトラックにキャッチーなメロディが乗り、歌詞には力強いメッセージが込められています。この楽曲ができた時、新しいJ-POPだなという印象を受けました。そんなオシャレでもありながらJ-POPらしさも残る心地よいサウンドと僕たちの歌で表現したメッセージを感じて頂けたらと思います。」と語っている[3]。

## 主な記録
- オリコン週間シングルランキングでは初の首位獲得となった。アルバムでは既に首位獲得が数回あったものの、シングルではデビュー以来初のことであった[1]。
- 2024年4月時点の累積売上は15.9万枚で、グループのシングルの中では最高売上を記録[4]。

## 収録曲

### CD
1. ALL FOR YOU [4:05]
作詞：P.O.S.、作曲：SKY BEATZ・FAST LANE・J FAITH・CHRIS HOPE
映画『ガールズ・ステップ』主題歌
2. I Believe In Miracles [3:57]
作詞・作曲：Mark Capanni・ボビー・テイラー、編曲：福田貴史
3. ALL FOR YOU (Instrumental)
4. I Believe In Miracles (Instrumental)
5. Hard Knock Days (English Version) [4:32]
英語詞：岡田マリア、作曲：HIKARI・Stephan Elfgren

### DVD
1. ALL FOR YOU (Music Video)